# Tocoyena pendulina
Tocoyena pendulina är en måreväxtart som beskrevs av Richard Spruce och Paul Carpenter Standley. Tocoyena pendulina ingår i släktet Tocoyena och familjen måreväxter. Inga underarter finns listade i Catalogue of Life.